# Wardarina melancholica
Wardarina melancholica är en tvåvingeart som först beskrevs av Louis-Paul Mesnil 1956.  Wardarina melancholica ingår i släktet Wardarina och familjen parasitflugor. Inga underarter finns listade i Catalogue of Life.